# Geitenmelk
Geitenmelk is de melk van geiten. 

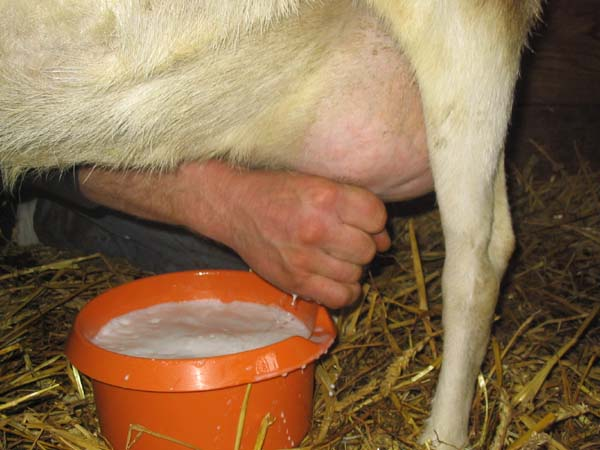
Geitenmelk

De melk bestaat voor ongeveer 87% uit water en 13% droge stof. Deze droge stof is opgebouwd uit vetten, eiwitten, lactose en zouten. Vetten en eiwitten komen voor als vaste kleine deeltjes, de suikers zijn opgelost en de zouten zijn deels opgelost en deels gebonden aan de eiwitten. De samenstelling van volle geitenmelk lijkt veel op die van volle koemelk. Er is niet aangetoond dat geitenmelk beter is dan koemelk. Mensen met koemelkallergie kunnen meestal ook geen geitenmelk verdragen.
De belangrijkste zouten in melk zijn die van calcium, kalium, natrium en magnesium en komen voor als fosfaten, nitraten en chloriden. Geitenmelk heeft een iets hoger gehalte aan calcium en fosfaten dan koemelk. Verder bevat geitenmelk het dubbele aan mineralen, maar minder zout, foliumzuur en jodium. Het gehalte aan vitamine A en vitamine D is hoger dan in koemelk. Geitenmelk is witter, dit komt doordat geiten alle caroteen (bevat oranje kleurstof) uit hun voer omzetten in vitamine A. Ook geitenboter en geitenkaas zijn wit, maar door de bereidingswijze kan de kleur wijzigen. 

## Geitenmelk in babyvoeding
De beste voeding voor kinderen onder de 1 jaar is moedermelk. Als borstvoeding niet lukt, is zuigelingenmelk of opvolgmelk (voor kinderen boven de 6 maanden) een alternatief. Deze kunstvoeding is aangevuld met de juiste voedingsstoffen en mag op basis van koemelk, soja of geitenmelk zijn. Het gebruik van onbewerkte melk wordt afgeraden voor kinderen onder de 1 jaar vanwege een overschot aan eiwit en een tekort aan andere voedingsstoffen, zoals ijzer. Dit geldt volgens het Voedingscentrum, naast koemelk, ook voor geitenmelk en sojamelk. 
Babyvoeding van geitenmelk kan een alternatief zijn voor koemelk. Het bevat alle voedingstoffen die koemelk ook heeft. Het is in 2014 goedgekeurd in het kader van de Europese wet- en regelgeving voor voedselveiligheid. De samenstelling van geitenmelk lijkt meer op die van borstvoeding dan koemelk. Baby's met een lactose- of koemelk-intolerantie zullen vaak ook bij geitenmelk allergische reacties vertonen, omdat lactose en dierlijk wei-eiwit voorkomt in alle dierlijke melkproducten. Een aantal kinderen met een koemelkallergie, kan wel tegen geitenmelk. Een alternatief is hypoallergene melk, daarvan zijn de eiwitten in stukjes geknipt wat voorkomt dat er een allergische reactie ontstaat.

## Wereldwijd
Een groot deel van de producten die in Nederland van geitenmelk wordt gemaakt, wordt geëxporteerd naar het buitenland. Geitenmelkpoeder gaat vooral naar Aziatische landen.